# Arrow 3
De Arrow 3 of Hetz 3 (Hebreeuws חֵץ 3, uitgesproken [ˈχet͡s]) is een exoatmosferische hypersonische antiballistische raket, gezamenlijk gefinancierd, ontwikkeld en geproduceerd door Israël en de Verenigde Staten. Het wordt uitgevoerd door Israel Aerospace Industries (IAI) en Boeing en staat onder toezicht van het Israëlische Ministerie van Defensie en het Missile Defense Agency van de Verenigde Staten. Het zorgt voor exo-atmosferische onderschepping van ballistische raketten tijdens het ruimtevluchtgedeelte van hun traject, inclusief intercontinentale ballistische raketten (ICBM's) die nucleaire, chemische, biologische of conventionele koppen dragen. Met de mogelijkheid tot stuwstraalbesturing, kan het vernietigingswapen drastisch van richting veranderen, waardoor het kan draaien om naderende satellieten te zien. De raket heeft mogelijk een gerapporteerd vliegbereik van maximaal 2.400 km.
Volgens de voorzitter van de Israëlische ruimtevaartorganisatie, Yitzhik Ben-Israel, zou Arrow 3 kunnen dienen als anti-satellietwapen, waardoor Israël een van de weinige landen ter wereld zou zijn die satellieten kan neerschieten.

## Achtergrond
In augustus 2008 begonnen de regeringen van Israël en de Verenigde Staten met de ontwikkeling van een hoger niveau voor het Israëlische luchtverdedigingscommando, bekend als Arrow 3, "met een vernietigingsratio van ongeveer 99 procent". De ontwikkeling is gebaseerd op een architectuurdefinitie studie die in 2006-2007 is uitgevoerd, waarbij werd vastgesteld dat het hogere niveau moest worden geïntegreerd in het Israëlische ballistische raketafweersysteem. Volgens Arieh Herzog, de toenmalige directeur van de Israel Missile Defense Organization (IMDO), zal het belangrijkste element van deze bovenste laag een exo-atmosferische onderschepper zijn, die gezamenlijk door IAI en Boeing zal worden ontwikkeld.
Het nieuwe onderdeel vereist ook de integratie van lange afstand detectie-, volg- en onderscheid-mogelijkheden, naast wat de "Green Pine" en "Super Green Pine" radars die met de Arrow 2 worden gebruikt, bieden. Onder de geavanceerde sensoren die in aanmerking komen voor het toekomstige meerlaags systeem van Israël, zijn elektro-optische sensoren in de lucht die worden ingezet op hoogvliegende onbemande luchtvaartuigen en toekomstige verbeterde "Green Pine"-radars, evenals de AN/TPY-2- radar die al in Israël wordt ingezet, en bediend door Amerikaanse troepen.
Het ontwikkelingsprogramma van miljarden dollars van de Arrow wordt uitgevoerd in Israël met de financiële steun van de Verenigde Staten.
| Amerikaanse bijdragen aan Arrow 3-programma per fiscaal jaar . Cijfers in miljoenen dollars. | Amerikaanse bijdragen aan Arrow 3-programma per fiscaal jaar . Cijfers in miljoenen dollars. | Amerikaanse bijdragen aan Arrow 3-programma per fiscaal jaar . Cijfers in miljoenen dollars. | Amerikaanse bijdragen aan Arrow 3-programma per fiscaal jaar . Cijfers in miljoenen dollars. | Amerikaanse bijdragen aan Arrow 3-programma per fiscaal jaar . Cijfers in miljoenen dollars. | Amerikaanse bijdragen aan Arrow 3-programma per fiscaal jaar . Cijfers in miljoenen dollars. | Amerikaanse bijdragen aan Arrow 3-programma per fiscaal jaar . Cijfers in miljoenen dollars. | Amerikaanse bijdragen aan Arrow 3-programma per fiscaal jaar . Cijfers in miljoenen dollars. | Amerikaanse bijdragen aan Arrow 3-programma per fiscaal jaar . Cijfers in miljoenen dollars. | Amerikaanse bijdragen aan Arrow 3-programma per fiscaal jaar . Cijfers in miljoenen dollars. |
| 2008                                                                                         | 2009                                                                                         | 2010                                                                                         | 2011                                                                                         | 2012                                                                                         | 2013                                                                                         | 2014                                                                                         | 2015                                                                                         | 2016                                                                                         | 2017                                                                                         |
| -------------------------------------------------------------------------------------------- | -------------------------------------------------------------------------------------------- | -------------------------------------------------------------------------------------------- | -------------------------------------------------------------------------------------------- | -------------------------------------------------------------------------------------------- | -------------------------------------------------------------------------------------------- | -------------------------------------------------------------------------------------------- | -------------------------------------------------------------------------------------------- | -------------------------------------------------------------------------------------------- | -------------------------------------------------------------------------------------------- |
| 20,0                                                                                         | 30,0                                                                                         | 50.036                                                                                       | 58.966                                                                                       | 66.220                                                                                       | 74.700                                                                                       | 74.707                                                                                       | 74.707                                                                                       | 89.550                                                                                       | 204.893                                                                                      |
| 2018                                                                                         | 2019                                                                                         | 2020                                                                                         | 2021                                                                                         | 2022                                                                                         | 2023                                                                                         | 2024                                                                                         | 2025                                                                                         | 2026                                                                                         | 2027                                                                                         |
| 310,0                                                                                        | 80,0                                                                                         | 55,0                                                                                         |                                                                                              |                                                                                              |                                                                                              |                                                                                              |                                                                                              |                                                                                              |                                                                                              |

## Ontwikkeling

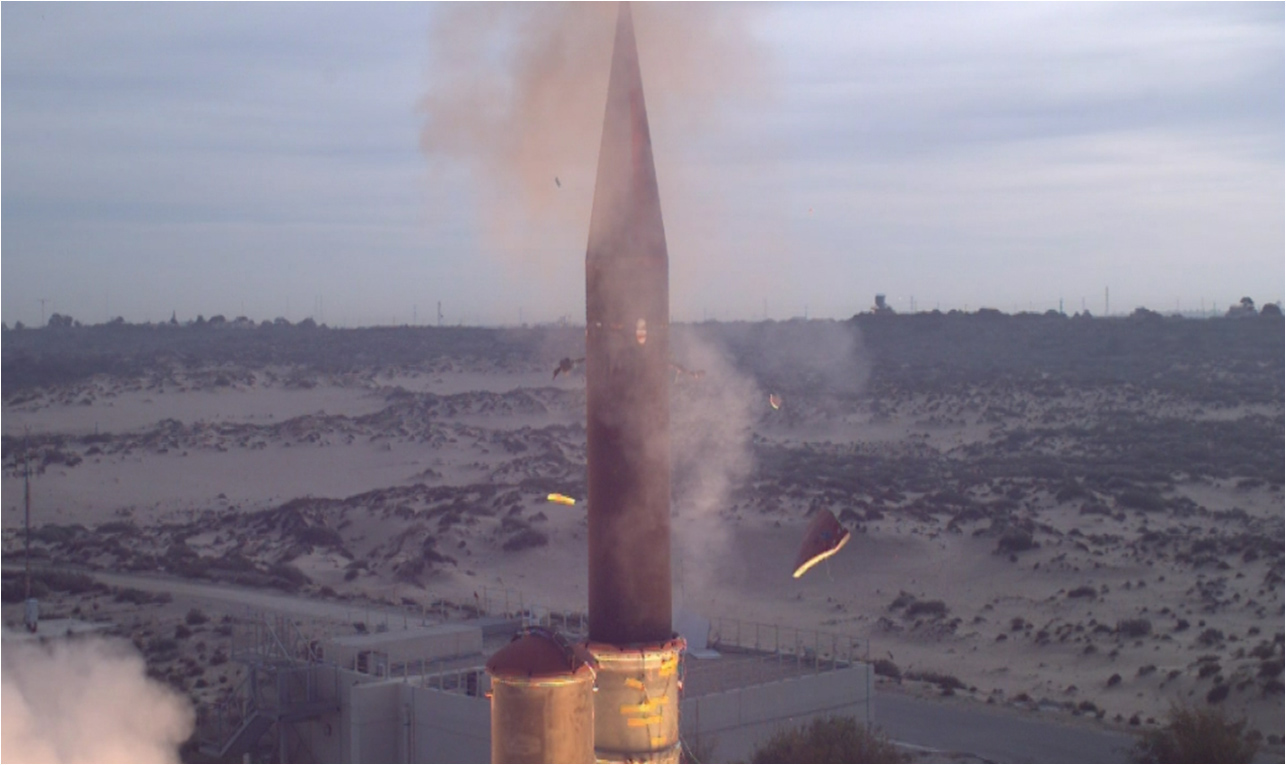
Arrow 3 lancering in februari 2013.

IAI begon in 2011 met voorlopige tests van de Arrow 3. Het bedrijf wil niet specificeren welke tests zijn uitgevoerd, maar deze maken deel uit van de voorbereidingen voor een volledige fly-out-test. Op 23 januari 2012 heeft het Israëlische Ministerie van Defensie foto's en video vrijgegeven van de recente succesvolle uitvliegtests vanaf de vliegbasis Palmachim. Tijdens de tests werd een model van de interceptorraket gelanceerd om het start- en voortstuwingssysteem en andere volgsensoren te controleren.
Op 23 januari 2012 kondigde IAI een overeenkomst aan om samen met Boeing aan de Arrow 3 te werken. Boeing is verantwoordelijk voor 40-50 procent van de productie-inhoud van de Arrow 3. De verwachte werk omvat motorkasten, omhulsel, container, ontgrendel- en ontstekingsmechanisme, elektrische voedingsapparatuur (batterijen), en traagheidsnavigatie-onderdelen, evenals verschillende navigatie-pakketten en aandrijving en kleppen.
Op 25 februari 2013 werd een fly-out test van de Arrow 3 uitgevoerd vanaf de vliegbasis Palmachim. De lancering testte de raketbesturing en motoren. Volgens een hooggeplaatste bron bij defensie bereikte de raket een hypersonische snelheid en een hoogte van 100 km. Het volgde verschillende objecten, zoals sterren, en bereikte grotere hoogte. De motor stopte na zes minuten.
Op 3 januari 2014 werd opnieuw een succesvolle test van de Arrow 3 uitgevoerd vanaf de vliegbasis Palmachim. Tijdens de test ging de interceptor de ruimte in en voerde een reeks manoeuvres uit als reactie op een virtueel binnenkomende vijandelijke raket. De test omvatte de activering van twee motoren van de interceptor, waarvan de eerste hem in de ruimte bracht en de tweede hem in staat stelde complexe manoeuvres uit te voeren.
In december 2014 werd een test gericht op het debuut van een exo-atmosferische onderscheppingscapaciteit van Arrow 3 gekarakteriseerd als een "geen test", aangezien "de omstandigheden niet toestonden" dat de daadwerkelijke lancering van de onderscheppende raket plaatsvond.
Op 10 december 2015 voerde Arrow 3 zijn eerste onderschepping uit in een complexe test die was ontworpen om te valideren hoe het systeem echte doelen kan detecteren, identificeren, volgen, en vervolgens onderscheiden van lokdoelen die in de ruimte worden afgeleverd door de verbeterde Silver Sparrow doelraket. Volgens functionarissen effent de mijlpaaltest de weg naar een initieel beperkte productie van de Arrow 3.
Op 19 februari 2018 vond een Arrow 3-vluchttest plaats in Israël. Een andere test vond plaats op 22 januari 2019.
In een reeks testen in juli 2019 in het Pacific Spaceport Complex in Kodiak, Alaska, heeft het Arrow 3-systeem met succes 3 "vijandelijke" raketten onderschept, waarvan één buiten de atmosfeer. De tests toonden het vermogen van Arrow 3 om exo-atmosferische doelen te onderscheppen.

## Specificaties
Israel Aerospace Industries kondigde in juni 2009 aan dat de door Arrow 3 gepatenteerde exoatmosferische onderscheppingsmethode een tweetraps interceptor omvat, zoals de Arrow 2, maar puur gebaseerd op kinetische destructie technologie. In tegenstelling tot de meeste afleversystemen voor onderscheppingsraketten, die gebruik maken van vloeibare of gasvoortstuwing, zal het nieuwe Israëlische onderscheppingsraket worden voortgestuwd door een gewone raketmotor die is uitgerust met een mondstuk voor stuwstraalbesturing. Het zal ook worden uitgerust met een cardanische zoeker voor hemisferische bereik. Door de zichtlijnvoortplanting van de zoeker te meten ten opzichte van de beweging van het tuig, zal de onderscheppingsraket proportionele navigatie gebruiken om zijn koers af te leiden en precies uit te lijnen met de vliegbaan van het doelwit. Joseph Hasson, hoofdraketontwerper bij IAI, die samen met zijn collega Galya Goldner het nieuwe onderscheppingssysteem patenteerde, zegt dat het concept relatief eenvoudig, betrouwbaar en goedkoop is en gebaseerd is op bewezen technologieën. Bovendien verminderen de omleidingscapaciteit en wendbaarheid van het tuig de behoefte aan detectie- en volgsystemen, die gewoonlijk gepaard gaan met op afstand bediende, exo-atmosferische onderscheppingen. IAI toonde een volledig model van de Arrow 3-raket en zijn kill-vehicle op de Paris Air Show van juni 2009.
Arrow 3 zou ballistische raketten moeten kunnen onderscheppen, ook die met massavernietigingswapens op een hoogte van meer dan 100 km en met groter bereik. Het systeem functioneert ook op schepen. Arrow 3 is sneller dan de Arrow 2 en iets kleiner, met de helft van de massa.
Een Arrow 3-systeem kan naar verwachting salvo's van meer dan vijf ballistische raketten binnen 30 seconden onderscheppen. Arrow 3 kan naar de ruimte worden gelanceerd voordat bekend is waar de doelraket naartoe gaat. Wanneer het doel en de koers zijn geïdentificeerd, wordt de Arrow-onderschepper omgeleid met behulp van zijn stuwstraalbesturing om de afstand te verminderen en te onderscheppen dor botsing met hoge kinetische energie.
Arrow 3 heeft mogelijk lagere levenscyclusduur van 30 jaar. Het zou hetzelfde lanceersysteem gebruiken als Arrow 2. Naar verluidt zal het $ 2 tot 3 miljoen per stuk kosten, terwijl de programmakosten worden geschat op ongeveer $ 700 tot $ 800 miljoen over een periode van drie jaar.
Volgens talrijke Israëlische experts, waaronder professor Yitzhak Ben Yisrael, voormalig directeur van de Israëlische regering voor de ontwikkeling van wapens en technologische infrastructuur en momenteel de voorzitter van de Israëlische ruimtevaartorganisatie, is het ook mogelijk dat de Arrow 3 als anti-satellietwapen zou kunnen dienen.

## Productie
Stark, een in de VS gevestigde dochteronderneming van Israel Aerospace Industries, werd gekozen om omhulsels voor de Arrow 3 te produceren en leverde de eerste levering in september 2018.

## Inzet
Volgens Jane's Defence Weekly geeft een verzoek dat de uitbreiding van een Israëlische luchtmachtfaciliteit in Tal Shahar, ongeveer halverwege tussen Jeruzalem en Ashdod, nabij Beit Shemesh, aan dat het vrijwel zeker zal worden gebruikt voor vier Arrow 3-draagraketten op plaatsen die in de omliggende heuvels. De geschatte voltooiing zou ongeveer eind 2014 zijn. Elk van de vier draagraketten zal zes raketten dragen voor een totaal van 24 onderscheppers. De plannen voor de basis werden onthuld in een routinematig contractverzoek van het Amerikaanse ministerie van Defensie. Arrow 3 werd operationeel verklaard op 18 januari 2017.

## Export
Azerbeidzjan heeft twee batterijen van het systeem gekocht om zijn grondgebied te beschermen tegen Iraanse raketten.
Duitsland overweegt het systeem aan te schaffen voor de verdediging tegen Russische raketten, en heeft op 28 september 2023 een intentieverklaring getekend voor de aankoop van het raketsysteem.
Marokko Na de Negev-top in maart 2022 stemde Israël ermee in om het Green Pine-radarsysteem en het Arrow-systeem voor de verdediging tegen ballistische raketten aan Marokko te verkopen.